# Matthäus Donner
Matthäus Donner est un sculpteur, graveur-médailleur autrichien, né à Vienne le 29 août 1704, et mort dans la même ville le 26 août 1756 . 

## Biographie
Il a d'abord été l'élève de son frère aîné, Georg Raphael Donner, puis de 1726 à 1732 de l'académie des beaux-arts de Vienne où il a reçu la médaille d'or en 1732. Il a été professeur de sculpture de l'académie entre 1743 et 1756, directeur de l'académie de gravure en 1745, chef graveur de la monnaie en 1749 pour lequel on lui a reconnu des mérites.
Il a sculpté des bustes de la famille impériale, les bas-reliefs La mort d'Abel et Saint Jérôme pour la galerie de Schottenstift, des sculptures pour le palais Neupauer-Breuner et de nombreuses médailles.

## Famille
Il est le frère de Georg Raphael Donner (1693-1741) et de Sebastian Donner (1707-1763). Il s'est marié en 1734 avec Anna Maria Sophie Wirth, décédée en 1752, à 45 ans, et remarié en 1753 avec Franziska Weilhammer.